# 高铁英雄
《高铁英雄》（日语：トレインヒーロー），2013年4月2日至2013年9月24日東京電視台系列播放其電視動畫第1季，於2013年10月1日重播，以列車為母題的玩具。日本是由Takara Tomy發售玩具發售。全26話。
是由中国常州电视台的动画制作公司卡龙动漫出资制作的全CG动画，由日本东京电视台以收购该动画的海外发行权的形式参与资本运作。

## 故事概要
本作描写在地球各地“超高速铁道”飞驰的“高铁英雄”们参与灾害救助等任务，并从中成长的故事。
在未来的2100年，世界已进入高速铁路时代。为了开发能在一周内环游世界的铁路，一个名为“世界铁路协会”的机构创建了。但是，拥有世界最先进技术的人们却开发了不仅在路上，还能在地球每个角落都畅行无阻的铁路“激光轨道”（レーザーレール）。于是高铁基地开始召集从世界各地选拔来的精英火车。充分发挥高铁潜能，把它们培养成为帮助人类解救灾难和危险的英雄，而将它们招募到“高铁基地”进行训练。经过矛盾、竞争、合作等一系列故事，这些来自不同地区、性格迥异、本领不同的高铁机车们最终成为真正的高铁英雄。

## 登場人物

### 火車英雄
鐵勇
配音：浪川大輔（日本）；郭俊廷（香港）；王俊博（台灣）
本作主人公，紅色的新幹線列車。全長9,222毫米、体重13.2噸、最高速度1,222公里/小時。
吳剛
配音：小野大輔（日本）；蘇振威（台灣）
500型新幹線列車。全長9,225毫米、體重15.5噸、最高速度1,225公里/小時。
智威
配音：興津和幸（日本）；李文瀚（台灣）
安彤
配音：富樫美鈴（日本）；蔡雁紅（香港）；蕭秀玲（台灣）
八
配音：田中英樹（日本）
尼爾教官
配音：浦山迅（日本）；王俊博（台灣）
龍
配音：天神林知美（日本）
熙蒂
配音：真壁霞（日本）
查理
配音：杉村憲司（日本）

### 其他
拉蒂亞公主
配音：石嶋久仁子（日本）(台灣配音：鄭可欣)
管家
配音：多田野曜平（日本）
服務拉蒂亞公主的管家。

## 工作人員
片頭製作資訊
- 出品人：颜晓群
- 总监制：汪忠泽
- 制片人：朱伟清、王宏瑜
- 监制：罗沐
- 导演：吴志邦
- 编剧：卡龙编剧组
- 执行导演：胡敏、厉夕林
- 美术指导：王皎、刘潇、孙晶
- 技术指导：王秋秋
- 造型：李志健、朱一峰
- 脚本：朱一峰、吕立
- （苏）动审字[2014]第007号

片尾謝幕資訊
- ＣＧ制作：江苏卡龙动画影视传媒股份有限公司
- 出品人：颜晓群
- 总监制：汪忠泽
- 制片人：朱伟清、王宏瑜
- 监制：罗沐
- 导演：吴志邦
- 编剧：卡龙编剧组
- 执行导演：胡敏、厉夕林
- 美术指导：王皎、刘潇、孙晶
- 技术指导：王秋秋
- 造型：李志健、朱一峰
- 脚本：朱一峰、吕立
- 制片助理：王烨、张丹、郗方倩
- 场景指导：杨浩、吴斌、潘媛媛
- 场景建模：陈腊梅、钱铮、陈敏燕、张文婷、姚盼盼、张中旭、吴昊、顾卓治、王芸芸、朱玲、宋阿雷、袁新苗、孙膑、施泰屹、雍婷、李梦霜、狄万祎、钱敏玉、周兆勇、陈汝靓、谭治、黄天翔、钱恒、苏炳洋、张佶、李青
- 人物指导：金皓、王冬亮、王宝永
- 人物建模：陶银兵、王鹏俊、董菲、林宜竹、林瀚辰、徐静乙、周萌、黄金凯、孟庆东、何斌、刘敏、张茂龙、陈阳、秦代远、万志宏、王飞
- 动画指导：任晓男、张滔、靖丽艳、杨丽萍、阎丽秋、王流、张达磊
- 动画：简玉娴、刘雪芹、喻瀚慧、诸明俊、王丽敏、王春秀、王仕明、张瑶、段红、潘田田、吕海娃、胡丹、徐青、李楠、田村雅彦、茆仁功、杨小光、鲍玉环、徐媛、罗跃萍、郑聪、乙海燕、张艳丽、王统德、曹勇、蒋益明、顾成龙、芦加永、石秀敏、朱永、史勇婷、石蛟腾、纪晶晶、徐丽亚、张德强、耿晓娟、吕怡、贾鹏飞、郭广强、藤川、王刚、刘思源、鹿杨、张林林、李丽、梁海森、刘璐、罗春梅、王慧、唐建南、沈敏、徐迎春、胡玲玲、王丰雷、周加燕、齐杨
- 灯光氛围：王俊、刘春迪、刘阳、申斌
- 合成指导（中文版）→后期指导（日文版）：魏俊凌、卫强、赵迪、宋佳杰、盛亮亮、于桂宏、段潇潇
- 渲染合成：王冲、梁玉洁、栗雪、唐银、王莉、陈飞飞、刁斌斌、薛媛、魏成珊、窦春梅、杨晓秀、张丽、鹿静静、徐晓亮、吴志娟、童志、王雪、张文静、顾洪虹、贺荣、张云、辛小菊、窦春成、周宝玉、罗旭红、韩静、严怀兵、王海南、徐双乾、崔晶晶、王东、蒋欣、胡佳凤、钱志强、刘方㬢、李薇、张娜、杨红林、周洁、孙洁、马啸、钱倩倩、冯靖男、杨菲菲
- 特效：蒋至乙、徐雯、戴缝辉、伍妮、孙超、姜郇、张少云、路小光、李宝久、苏晓刚、杨成
- 音乐作曲：艾迴娱乐公司
- 作词：佳佳
- 演唱：阿兰、伊丹谷
- 配音指导：刘钦
- 配音：李正翔、夏磊、吴磊、沈达威、周帅、杨鸥、贾志超、刘钦、张安琪、樊俊航、王晓彤、刘垚、刘彬、海帆
- 录音：阿坚
- 合成：袁李华
- 剪接：徐乾程、孙世健、赵文燕
- 后期合成：毛政浩
- 后期助理：虞亘博、沈佳慧
- 技术支援：徐蔚然、陈珂、季奕
- 顾问：Team TPO、ＡＣＣ
- 江苏卡龙动画影视传媒股份有限公司、常州广播电视台出品
- 制作许可证：（苏）字第064号
- 亞米可中文製作著作

## 主題曲
「DREAM EXPRESS 〜夢現空間超特急〜」
作詞：加藤健 / 作曲、編曲：長岡成貢 / 歌：alan
『再啟動』片尾曲
「流星列車（流星トレイン）」（第1-14話）
作詞・作曲：井上卓也 / 編曲：井上卓也、山下智輝 / 歌：ひめキュンフルーツ缶
「尖峰時刻！！！（ラッシュアワー!!!）」（第15-26話）
作詞：桑原永江 / 作曲：松浦雄太 / 歌：ステーション♪

## 各話列表
| 話數   | 日文標題 | 中文標題                         | 列車介紹專區                         |
| ------ | -------- | -------------------------------- | ------------------------------------ |
| 第1話  |          | 出發進行！高鐵英雄               | 中國 京滬高速鐵路                    |
| 第2話  |          | 高鐵基地                         | 日本 九州新幹線                      |
| 第3話  |          | 森林發生大火災！                 | 韓國 KTX                             |
| 第4話  |          | 河水氾濫                         | 日本 少爺列車                        |
| 第5話  |          | 洞窟的危機                       | 韓國 蟾津江汽車村                    |
| 第6話  |          | 安去了哪兒？                     | 法國 TGV                             |
| 第7話  |          | 停電！！                         | 日本 SL人吉                          |
| 第8話  |          | 下沉中的砂漠                     | 美國 Johnstown Inclined Plane        |
| 第9話  |          | 秘密記憶                         | 英國 Douglas Bay Horse Tramway       |
| 第10話 |          | 繆斯與黃金前篇                   | 西班牙 草苺列車                      |
| 第11話 |          | 繆斯與黃金後篇                   | 台灣 阿里山森林鐵路                  |
| 第12話 |          | 取回救回剩下來的島民！前篇       | 美國 Hawaiian Railway                |
| 第13話 |          | 取回救回剩下來的島民！後篇       | 中國 青藏鐵路                        |
| 第14話 |          | 龍捲風爆發！於是…                | 台灣 台灣高速鐵路                    |
| 第15話 |          | 拯救新型飛行船！                 | 印度 大吉嶺喜馬拉雅鐵路              |
| 第16話 |          | 要堅守由火山開始的道路！（前篇） | 西班牙 AVE                           |
| 第17話 |          | 要堅守由火山開始的道路！（後篇） | 台灣 集集線                          |
| 第18話 |          | 下雪的夜晚                       | 美國 Knott's Berry Farm              |
| 第19話 |          | 令失控的列車停下來！             | 日本 弘南鐵道ラッセル車              |
| 第20話 |          | 火車基地的危機！前篇             | 法國 Côte Bleue線                    |
| 第21話 |          | 火車基地的危機！後篇             | 印度 孟買郊區鐵路                    |
| 第22話 |          | 跨越時空的高鐵英雄！前篇         | 英國 Stockton and Darlington Railway |
| 第23話 |          | 跨越時空的高鐵英雄！後篇         | 日本 津輕鐵道線                      |
| 第24話 |          | 鐳射鐵路準備完畢！               | 日本 嵯峨野觀光鐵道                  |
| 第25話 |          | 於天空出現的黑暗浮雲 前篇        | 英國 觀光鐵路                        |
| 第26話 |          | 於天空出現的黑暗浮雲 後篇        | アーツとゴウの思い出                 |

## 播放電視台
| 播放地區       | 播放電視台   | 播放日期                | 播放時間                      | 播放系列            | 備註           |
| -------------- | ------------ | ----------------------- | ----------------------------- | ------------------- | -------------- |
| 關東廣域圈     | 東京電視台   | 2013年4月2日－9月24日   | 星期二 17時30分－18時00分     | 東京電視網          | 製作局 有字幕  |
| 北海道         | TV北海道     | 2013年4月2日－9月24日   | 星期二 17時30分－18時00分     | 東京電視網          | 同時局 有字幕  |
| 愛知縣         | 愛知電視台   | 2013年4月2日－9月24日   | 星期二 17時30分－18時00分     | 東京電視網          | 同時局 有字幕  |
| 大阪府         | 大阪電視台   | 2013年4月2日－9月24日   | 星期二 17時30分－18時00分     | 東京電視網          | 同時局 有字幕  |
| 岡山縣、香川縣 | 瀨戶內電視台 | 2013年4月2日－9月24日   | 星期二 17時30分－18時00分     | 東京電視網          | 同時局 有字幕  |
| 福岡縣         | TVQ九州放送  | 2013年4月2日－9月24日   | 星期二 17時30分－18時00分     | 東京電視網          | 同時局 有字幕  |
| 日本全域       | BS JAPAN     | 2013年4月4日－9月26日   | 星期四 7時55分－8時25分       | 東京電視網 衛星電視 | [ 6 ]          |
| 岐阜縣         | 岐阜放送     | 2013年4月16日－10月8日  | 星期二 18時30分－19時00分     | 獨立UHF局           |                |
| 和歌山縣       | 和歌山電視台 | 2013年5月11日－11月2日  | 星期六 9時30分－10時00分      | 獨立UHF局           |                |
| 山形縣         | 山形電視台   | 2013年5月18日－12月14日 | 星期六 6時00分－6時30分       | 全日本新聞網        |                |
| 香港           | 本港台       | 2014年9月29日－11月3日  | 星期一至五 16時30分－17時00分 | 地面電視            | UTC+8 粵語廣播 |

## 特別節目
『河北麻友子 & 堀真弓『カニ食べ行こう！』中國、常州2人旅』是介紹中國常州和Caron等動畫的特別節目。演出者是河北麻友子和堀真弓。
| 播放地區       | 播放電視台   | 播放日期      | 播放時間             | 播放系列       | 備註 |
| -------------- | ------------ | ------------- | -------------------- | -------------- | ---- |
| 關東廣域圈     | 東京電視台   | 2013年3月20日 | 星期三 8:30 - 9:00   | 東京電視台系列 |      |
| 岡山縣、香川縣 | 瀨戶內電視台 | 2013年4月3日  | 星期三 25:40 - 26:10 | 東京電視台系列 |      |
| 愛知県         | 愛知電視台   | 2013年4月3日  | 星期三 27:05 - 27:35 | 東京電視台系列 |      |
| 福岡県         | TVQ九州放送  | 2013年4月4日  | 星期四 26:00 - 26:30 | 東京電視台系列 |      |
| 北海道         | 北海道電視台 | 2013年4月5日  | 星期五 26:00 - 26:30 | 東京電視台系列 |      |
| 大阪府         | 大阪電視台   | 2013年4月5日  | 星期五 26:40 - 27:10 | 東京電視台系列 |      |

## DVD
由波麗佳音發售。
| 卷    | 發售日        | 收錄話         | 規格編號   |
| ----- | ------------- | -------------- | ---------- |
| Vol.1 | 2013年8月2日  | 第1話－第4話   | PCBP-12153 |
| Vol.2 | 2013年8月2日  | 第5話－第8話   | PCBP-12154 |
| Vol.3 | 2013年9月4日  | 第9話－第11話  | PCBP-12155 |
| Vol.4 | 2013年9月4日  | 第12話－第14話 | PCBP-12156 |
| Vol.5 | 2013年10月2日 | 第15話－第17話 | PCBP-12157 |
| Vol.6 | 2013年11月2日 | 第18話－第20話 | PCBP-12158 |
| Vol.7 | 2013年12月4日 | 第21話－第23話 | PCBP-12159 |
| Vol.8 | 2013年12月4日 | 第24話－第26話 | PCBP-12160 |

## 玩具
Takara Tomy「神奇變形」系列展開。

## 轶事
2013年1月22日，Takara Tomy与卡龙动漫举行了共同合作的动画《高铁英雄》的制作发布会。日本铁道偶像联盟“Station”前来应援。

## 电影
同名动画电影《高铁英雄》已确定在2013年8月16日中国上映。

## 外部連結
- （日語）火車英雄｜商品情報｜Takara Tomy （页面存档备份，存于）
- （日語）火車英雄 東京電視台 （页面存档备份，存于）
- （简体中文）. 国家广播电影电视总局. 2011-12-13. （原始内容存档于2012-02-15）.